# Romanian Open 2004 - Qualificazioni singolare
Le qualificazioni del singolare del Romanian Open 2004 sono state un torneo di tennis preliminare per accedere alla fase finale della manifestazione. I vincitori dell'ultimo turno sono entrati di diritto nel tabellone principale. In caso di ritiro di uno o più giocatori aventi diritto a questi sono subentrati i lucky loser, ossia i giocatori che hanno perso nell'ultimo turno ma che avevano una classifica più alta rispetto agli altri partecipanti che avevano comunque perso nel turno finale.
Le qualificazioni del torneo BCR Open Romania 2004 prevedevano 32 partecipanti di cui 4 sono entrati nel tabellone principale.

## Teste di serie
1. Alberto Martín (ultimo turno)
2. Nicolás Almagro (secondo turno)
3. Richard Gasquet (Qualificato)
4. Franco Squillari (Qualificato)

1. Stan Wawrinka (Qualificato)
2. Fernando Vicente (primo turno)
3. Daniel Gimeno Traver (primo turno)
4. Sergio Roitman (ultimo turno)

## Qualificati
1. Stan Wawrinka
2. Novak Đoković

1. Richard Gasquet
2. Franco Squillari

## Tabellone

### Legenda
| - Q = Qualificato - WC = Wild card - LL = Lucky loser | - ALT = Alternate - SE = Special Exempt - PR = Protected Ranking | - w/o = Walkover - r = Ritirato - d = Squalificato |

### Sezione 1
|  | Primo turno      | Primo turno                 | Primo turno                 | Primo turno | Primo turno |  |  | Secondo turno | Secondo turno    | Secondo turno    | Secondo turno | Secondo turno |   |   | Ultimo turno | Ultimo turno   | Ultimo turno   | Ultimo turno | Ultimo turno |  |
|  |                  |                             |                             |             |             |  |  |               |                  |                  |               |               |   |   |              |                |                |              |              |  |
|  | 1                | Alberto Martín              | Alberto Martín              | 6           | 7           |  |  |               |                  |                  |               |               |   |   |              |                |                |              |              |  |
|  |                  | Horia Tecău                 | Horia Tecău                 | 3           | 5           |  |  | 1             | Alberto Martín   | Alberto Martín   | 7             | 6             |   |   |              |                |                |              |              |  |
|  | Michael Kohlmann | Michael Kohlmann            | 6                           | 4           | 6           |  |  |               | Michael Kohlmann | Michael Kohlmann | 5             | 2             |   |   |              |                |                |              |              |  |
|  | Victor Crivoi    | Victor Crivoi               | 2                           | 6           | 3           |  |  |               |                  |                  |               |               |   |   | 1            | Alberto Martín | Alberto Martín | 3            | 5            |  |
|  | Florin Mergea    | Florin Mergea               | Florin Mergea               | 6           | 7           |  |  |               |                  | 5                | Stan Wawrinka | Stan Wawrinka | 6 | 7 |              |                |                |              |              |  |
|  | Simon Larose     | Simon Larose                | Simon Larose                | 1           | 5           |  |  |               | Florin Mergea    | Florin Mergea    | 5             | 1             |   |   |              |                |                |              |              |  |
|  | 5                | Stan Wawrinka               | Stan Wawrinka               | 6           | 6           |  |  | 5             | Stan Wawrinka    | Stan Wawrinka    | 7             | 6             |   |   |              |                |                |              |              |  |
|  |                  | Victor-Mugurel Anagnastopol | Victor-Mugurel Anagnastopol | 4           | 3           |  |  |               |                  |                  |               |               |   |   |              |                |                |              |              |  |

### Sezione 2
|  | Primo turno        | Primo turno           | Primo turno          | Primo turno | Primo turno |  |  | Secondo turno | Secondo turno      | Secondo turno      | Secondo turno | Secondo turno |   |   | Ultimo turno       | Ultimo turno       | Ultimo turno       | Ultimo turno | Ultimo turno |  |
|  |                    |                       |                      |             |             |  |  |               |                    |                    |               |               |   |   |                    |                    |                    |              |              |  |
|  | 2                  | Nicolás Almagro       | 6                    | 2           | 6           |  |  |               |                    |                    |               |               |   |   |                    |                    |                    |              |              |  |
|  |                    | Vjekoslav Skenderović | 2                    | 6           | 2           |  |  | 2             | Nicolás Almagro    | Nicolás Almagro    | 5             | 1             |   |   |                    |                    |                    |              |              |  |
|  | Giorgio Galimberti | Giorgio Galimberti    | Giorgio Galimberti   | 6           | 6           |  |  |               | Giorgio Galimberti | Giorgio Galimberti | 7             | 6             |   |   |                    |                    |                    |              |              |  |
|  | Alberto Brizzi     | Alberto Brizzi        | Alberto Brizzi       | 3           | 2           |  |  |               |                    |                    |               |               |   |   | Giorgio Galimberti | Giorgio Galimberti | Giorgio Galimberti | 4            | 3            |  |
|  | Novak Đoković      | Novak Đoković         | Novak Đoković        | 6           | 7           |  |  |               |                    | Novak Đoković      | Novak Đoković | Novak Đoković | 6 | 6 |                    |                    |                    |              |              |  |
|  | Ilija Kušev        | Ilija Kušev           | Ilija Kušev          | 4           | 5           |  |  | Novak Đoković | Novak Đoković      | Novak Đoković      | 6             | 6             |   |   |                    |                    |                    |              |              |  |
|  |                    | Jurij Ščukin          | Jurij Ščukin         | 6           | 6           |  |  | Jurij Ščukin  | Jurij Ščukin       | Jurij Ščukin       | 1             | 3             |   |   |                    |                    |                    |              |              |  |
|  | 7                  | Daniel Gimeno Traver  | Daniel Gimeno Traver | 1           | 3           |  |  |               |                    |                    |               |               |   |   |                    |                    |                    |              |              |  |

### Sezione 3
|  | Primo turno            | Primo turno            | Primo turno            | Primo turno | Primo turno |  |  | Secondo turno          | Secondo turno          | Secondo turno          | Secondo turno          | Secondo turno          |   |   | Ultimo turno | Ultimo turno    | Ultimo turno    | Ultimo turno | Ultimo turno |  |
|  |                        |                        |                        |             |             |  |  |                        |                        |                        |                        |                        |   |   |              |                 |                 |              |              |  |
|  | 3                      | Richard Gasquet        | Richard Gasquet        | 6           | 6           |  |  |                        |                        |                        |                        |                        |   |   |              |                 |                 |              |              |  |
|  |                        | Frank Dancevic         | Frank Dancevic         | 4           | 2           |  |  | 3                      | Richard Gasquet        | Richard Gasquet        | 6                      | 6                      |   |   |              |                 |                 |              |              |  |
|  | Javier Genaro Martínez | Javier Genaro Martínez | Javier Genaro Martínez | 6           | 6           |  |  |                        | Javier Genaro Martínez | Javier Genaro Martínez | 2                      | 3                      |   |   |              |                 |                 |              |              |  |
|  | Nenad Zimonjić         | Nenad Zimonjić         | Nenad Zimonjić         | 4           | 4           |  |  |                        |                        |                        |                        |                        |   |   | 3            | Richard Gasquet | Richard Gasquet | 6            | 6            |  |
|  | Adrian Cruciat         | Adrian Cruciat         | 7                      | 64          | 6           |  |  |                        |                        |                        | Artemon Apostu-Efremov | Artemon Apostu-Efremov | 0 | 3 |              |                 |                 |              |              |  |
|  | Adrian Ungur           | Adrian Ungur           | 68                     | 7           | 3           |  |  | Adrian Cruciat         | Adrian Cruciat         | 3                      | 7                      | 4                      |   |   |              |                 |                 |              |              |  |
|  |                        | Artemon Apostu-Efremov | Artemon Apostu-Efremov | 6           | 6           |  |  | Artemon Apostu-Efremov | Artemon Apostu-Efremov | 6                      | 5                      | 6                      |   |   |              |                 |                 |              |              |  |
|  | 6                      | Fernando Vicente       | Fernando Vicente       | 1           | 1           |  |  |                        |                        |                        |                        |                        |   |   |              |                 |                 |              |              |  |

### Sezione 4
|  | Primo turno            | Primo turno            | Primo turno            | Primo turno | Primo turno |  |  | Secondo turno | Secondo turno          | Secondo turno          | Secondo turno  | Secondo turno  |   |   | Ultimo turno | Ultimo turno     | Ultimo turno     | Ultimo turno | Ultimo turno |  |
|  |                        |                        |                        |             |             |  |  |               |                        |                        |                |                |   |   |              |                  |                  |              |              |  |
|  | 4                      | Franco Squillari       | Franco Squillari       | 6           | 6           |  |  |               |                        |                        |                |                |   |   |              |                  |                  |              |              |  |
|  |                        | Iván Navarro           | Iván Navarro           | 2           | 4           |  |  | 4             | Franco Squillari       | Franco Squillari       | 6              | 6              |   |   |              |                  |                  |              |              |  |
|  | Julian Knowle          | Julian Knowle          | 6                      | 5           | 6           |  |  |               | Julian Knowle          | Julian Knowle          | 4              | 4              |   |   |              |                  |                  |              |              |  |
|  | Bartolomé Salvá Vidal  | Bartolomé Salvá Vidal  | 1                      | 7           | 4           |  |  |               |                        |                        |                |                |   |   | 4            | Franco Squillari | Franco Squillari | 7            | 6            |  |
|  | Gabriel Trujillo Soler | Gabriel Trujillo Soler | Gabriel Trujillo Soler | 6           | 6           |  |  |               |                        | 8                      | Sergio Roitman | Sergio Roitman | 5 | 4 |              |                  |                  |              |              |  |
|  | Didac Pérez Minarro    | Didac Pérez Minarro    | Didac Pérez Minarro    | 4           | 4           |  |  |               | Gabriel Trujillo Soler | Gabriel Trujillo Soler | 69             | 5              |   |   |              |                  |                  |              |              |  |
|  | 8                      | Sergio Roitman         | 5                      | 6           | 6           |  |  | 8             | Sergio Roitman         | Sergio Roitman         | 7              | 7              |   |   |              |                  |                  |              |              |  |
|  |                        | Dušan Vemić            | 7                      | 1           | 2           |  |  |               |                        |                        |                |                |   |   |              |                  |                  |              |              |  |